# Las pirañas
Las pirañas, exhibida en España como La boutique, es una película coproducción de Argentina y España dirigida por Luis García Berlanga según su propio guion escrito en colaboración con Rafael Azcona que se estrenó el 19 de octubre de 1967 y que tuvo como protagonistas a Sonia Bruno, Rodolfo Bebán, Ana María Campoy y Osvaldo Miranda.

## Sinopsis
Ricardo, hombre de negocios, tiene éxito con las mujeres, se comporta como un «play-boy», de tal manera que su esposa, Carmen, a la que apenas hace caso, no tiene más remedio que buscar comprensión y ayuda en su propia madre, médico de profesión. Esta le propone que cambie e intente provocar el interés de su marido inventándose una grave enfermedad que le causará la muerte en breve, con lo cual Ricardo –que ya ve el horizonte de su libertad y la sustanciosa herencia– se dedica a mimarla y darle todos los caprichos. Mediante este plan y una ligera infidelidad con un amigo, Carmen logra el interés de su marido. Ambos entran en una dinámica de juegos que acaba cuando Ricardo se entera de que todo era un engaño y que tendrá que cargar con su mujer toda la vida. Entonces decide preparar el asesinato de Carmen por escape de gas. Pertrechado de una máscara antigás exagerada, la espera detrás de la puerta del piso común cuando ella regresa de pasear al perro. El asesinato está perfectamente planeado, pero Carmen no encuentra la llave y tiene que pulsar el timbre, lo que hace estallar el gas.

## Reparto
- Sonia Bruno ...	Carmen
- Rodolfo Bebán ...	Ricardo
- Ana María Campoy	 ...	Luisa Fuentes
- Osvaldo Miranda ...	Jose Martinez
- Marilina Ross	 ...	Piti
- Juan Carlos Altavista ...	Mariano
- Darío Vittori
- Javier Portales	 ...	Rafael Gardel
- Paula Marciel
- Juan Carlos Calabró
- Dorys del Valle	 ...Cristina
- Alfonso Estela
- Mario Savino
- Lily Vicet
- Emilio Losada
- Perla Caron
- Susana Sisto
- Pacheco Fernández
- Susana Decarli
- Reina del Carmen
- Linda Peretz
- Lautaro Murúa ...	Carlos
- Luis García Berlanga	 ...	Espectador en cine

## Comentarios
El Heraldo del Cinematografista escribió:

”Imposible rastrear los talentos narrativos de Berlanga y Azcona. No hay una atmósfera ni define la distorsión negro-humorística de los personajes ni le da su razón de ser en el tiempo (hoy) y lugar (Buenos Aires) en que se los ubica”.

En Correo de la Tarde escribió C. R. Martí:

”Delicada comedia de carácter festivo…todo bien dicho y expuesto de manera nada vulgar, excluido por completo lo chabacano e indolente”.